# 609-й истребительный авиационный полк
609-й истребительный авиационный полк — воинская часть Вооружённых сил СССР в Великой Отечественной войне.

## История
Сформирован в сентябре 1941 года.
В составе действующей армии с 17.10.1941 по 10.11.1943 и с 08.07.1944 по 09.05.1945.
В октябре 1941 поступил на Карельский фронт, где в конце месяца вошёл в состав 103-й смешанной авиационной дивизии и начал действовать на Медвежьегорском направлении. На вооружении имел в основном самолёты ЛаГГ-3, некоторое количество МиГ-3,  в начале 1942 года в полк поступили самолёты Hawker Hurricane.
10.11.1943 года выведен в тыл на переформирование. В составе 1-го запасного авиационного полка в Московском военном округе полк был перевооружён на истребители Ла-5. Приступил к боевым действиям только в августе 1944 года в ходе Прибалтийской операции и предшествующей ей боёв.
С октября 1944 года в составе 1-й воздушной армии, с января 1945 ведёт бои в Восточной Пруссии.
Всего за период боёв лётчики полка одержали 135 воздушных побед.

## Полное наименование
- 609-й истребительный авиационный Кёнигсбергский орденов Суворова и Кутузова полк

## Подчинение
| Дата            | Фронт (округ)            | Армия                | Корпус | Дивизия                                  | Примечания |
| --------------- | ------------------------ | -------------------- | ------ | ---------------------------------------- | ---------- |
| 01.11.1941 года | Карельский фронт         | 14-я армия           | -      | 103-я смешанная авиационная дивизия      | -          |
| 01.12.1941 года | Карельский фронт         | -                    | -      | 103-я смешанная авиационная дивизия      | -          |
| 01.01.1942 года | Карельский фронт         | -                    | -      | 103-я смешанная авиационная дивизия      | -          |
| 01.02.1942 года | Карельский фронт         | -                    | -      | 103-я смешанная авиационная дивизия      | -          |
| 01.03.1942 года | Карельский фронт         | -                    | -      | 103-я смешанная авиационная дивизия      | -          |
| 01.04.1942 года | Карельский фронт         | 32-я армия           | -      | -                                        | -          |
| 01.05.1942 года | Карельский фронт         | 19-я армия           | -      | -                                        | -          |
| 01.06.1942 года | Карельский фронт         | 19-я армия           | -      | -                                        | -          |
| 01.07.1942 года | Карельский фронт         | 19-я армия           | -      | -                                        | -          |
| 01.08.1942 года | Карельский фронт         | 19-я армия           | -      | -                                        | -          |
| 01.09.1942 года | Карельский фронт         | 19-я армия           | -      | -                                        | -          |
| 01.10.1942 года | Карельский фронт         | 19-я армия           | -      | -                                        | -          |
| 01.11.1942 года | Карельский фронт         | 19-я армия           | -      | -                                        | -          |
| 01.12.1942 года | Карельский фронт         | 7-я воздушная армия  | -      | -                                        | -          |
| 01.01.1943 года | Карельский фронт         | 7-я воздушная армия  | -      | 259-я истребительная авиационная дивизия | -          |
| 01.02.1943 года | Карельский фронт         | 7-я воздушная армия  | -      | 259-я истребительная авиационная дивизия | -          |
| 01.03.1943 года | Карельский фронт         | 7-я воздушная армия  | -      | 260-я смешанная авиационная дивизия      | -          |
| 01.04.1943 года | Карельский фронт         | 7-я воздушная армия  | -      | 260-я смешанная авиационная дивизия      | -          |
| 01.05.1943 года | Карельский фронт         | 7-я воздушная армия  | -      | 260-я смешанная авиационная дивизия      | -          |
| 01.06.1943 года | Карельский фронт         | 7-я воздушная армия  | -      | 260-я смешанная авиационная дивизия      | -          |
| 01.07.1943 года | Карельский фронт         | 7-я воздушная армия  | -      | 260-я смешанная авиационная дивизия      | -          |
| 01.08.1943 года | Карельский фронт         | 7-я воздушная армия  | -      | 260-я смешанная авиационная дивизия      | -          |
| 01.09.1943 года | Карельский фронт         | 7-я воздушная армия  | -      | 260-я смешанная авиационная дивизия      | -          |
| 01.10.1943 года | Карельский фронт         | 7-я воздушная армия  | -      | 260-я смешанная авиационная дивизия      | -          |
| 01.11.1943 года | Карельский фронт         | 7-я воздушная армия  | -      | 260-я смешанная авиационная дивизия      | -          |
| 01.12.1943 года | Московский военный округ | -                    | -      | 330-я истребительная авиационная дивизия | -          |
| 01.01.1944 года | Московский военный округ | -                    | -      | 330-я истребительная авиационная дивизия | -          |
| 01.02.1944 года | Московский военный округ | -                    | -      | 330-я истребительная авиационная дивизия | -          |
| 01.03.1944 года | Московский военный округ | -                    | -      | 330-я истребительная авиационная дивизия | -          |
| 01.04.1944 года | Московский военный округ | -                    | -      | 330-я истребительная авиационная дивизия | -          |
| 01.05.1944 года | Московский военный округ | -                    | -      | 330-я истребительная авиационная дивизия | -          |
| 01.06.1944 года | Московский военный округ | -                    | -      | 330-я истребительная авиационная дивизия | -          |
| 01.07.1944 года | Московский военный округ | -                    | -      | 330-я истребительная авиационная дивизия | -          |
| 01.08.1944 года | 3-й Прибалтийский фронт  | 14-я воздушная армия | -      | 330-я истребительная авиационная дивизия | -          |
| 01.09.1944 года | 3-й Прибалтийский фронт  | 14-я воздушная армия | -      | 330-я истребительная авиационная дивизия | -          |
| 01.10.1944 года | 3-й Прибалтийский фронт  | 14-я воздушная армия | -      | 330-я истребительная авиационная дивизия | -          |
| 01.11.1944 года | 3-й Белорусский фронт    | 1-я воздушная армия  | -      | 330-я истребительная авиационная дивизия | -          |
| 01.12.1944 года | 3-й Белорусский фронт    | 1-я воздушная армия  | -      | 330-я истребительная авиационная дивизия | -          |
| 01.01.1945 года | 3-й Белорусский фронт    | 1-я воздушная армия  | -      | 330-я истребительная авиационная дивизия | -          |
| 01.02.1945 года | 3-й Белорусский фронт    | 1-я воздушная армия  | -      | 330-я истребительная авиационная дивизия | -          |
| 01.03.1945 года | 3-й Белорусский фронт    | 1-я воздушная армия  | -      | 330-я истребительная авиационная дивизия | -          |
| 01.04.1945 года | 3-й Белорусский фронт    | 1-я воздушная армия  | -      | 330-я истребительная авиационная дивизия | -          |
| 01.05.1945 года | 3-й Белорусский фронт    | 1-я воздушная армия  | -      | 330-я истребительная авиационная дивизия | -          |

## Командиры
- Гальченко, Леонид Акимович, капитан, с ?? майор с 10.1941 — по 10.11.1942
- Шевелев, Павел Захарович, подполковник, с 10.11.1942 по 09.05.1945

## Начальник штаба
- Шиманский, Степан Иванович, майор (октябрь 1941 г. — июнь 1943 г.)

## Награды и наименования
| Награда                    | Дата       | За что получена |
| -------------------------- | ---------- | --- |
| Орден Суворова III степени | 05.04.1945 | За образцовое выполнение боевых заданий командования в боях с немецкими захватчиками при овладении городами Хайльсберг, Фридланд и проявленные при этом доблесть и мужество |
| Орден Кутузова III степени | 31.10.1944 | за образцовое выполнение заданий командования в боях с немецкими захватчиками, за овладение городом Рига и проявленные при этом доблесть и мужество.                        |
| Кёнигсбергский             | 09.04.1945 | За отличие в боях при овладении городом и крепостью Кёнигсберг |